# 1978 год в телевидении
Список 1978 год в телевидении описывает события в мире телевидения, произошедшие в 1978 году.

## События

### Январь
- 1 января — Вышел на экраны музыкальный фильм «Собака на сене».

### Март
- 24 марта — Вышел на экраны телесериал «И это всё о нём».

### Апрель
- 29 апреля
  - Бенефис Людмилы Гурченко. Бенефис удостоен почётного диплома 18-го конкурса Золотая роза (Ф.И.Раззаков — Гибель советского ТВ).
  - Вышел на экраны фильм «По семейным обстоятельствам».

### Май
- 27 мая — Рождение персональных праздничных концертов на ЦТ СССР — концерт, посвящённый «дню пограничника».

### Июнь
- 11 июня — Персональные концерты в рамках передачи «По вашим письмам».
- 14 июня — Вышел на экраны фильм «И снова Анискин».
- 24 июня — Вышел на экраны фильм «Золотая мина».

### Август
- 19 августа — Вышел на экраны фильм «Квартет Гварнери».
- 27 августа — Вышел на экраны фильм «Дуэнья».

### Сентябрь
- 15 сентября — Вышла в эфир передача «Вокруг смеха».

### Ноябрь
- 10 ноября — Концерт, посвящённый «дню милиции».

### Декабрь
- 17 декабря — Вышел на экраны фильм «Уроки французского».
- 31 декабря — Вышел на экраны фильм «Волшебный голос Джельсомино».

### Без точных дат
- Начало декабря — Впервые в СССР состоялись гастроли зарубежной группы «Boney M», концерт транслировался в прямом эфире.

## Родились
- 11 февраля — Тимур Батрутдинов, ТВ-ведущий и актёр.
- 16 апреля — Иван Ургант, ТВ-ведущий (Смак, Прожекторперисхилтон, Вечерний Ургант, Бодрое утро, Тотальное шоу, Народный артист, Пирамида, Цирк со звёздами).
- 19 апреля — Анастасия Анисимова, ТВ-ведущая (ум. в 2021).
- 30 апреля — Жемина Ашмонтайте, ТВ-ведущая и актриса Литвы.
- 22 июля — Ирина Ортман — российская поп-певица и телеведущая.
- 6 ноября — Яна Чурикова, ТВ-ведущая (Фабрика звёзд).
- 10 декабря — Айна Николаева — российская телеведущая.